# Queen Anne’s Revenge
Queen Anne’s Revenge (pol. Zemsta Królowej Anny) – XVIII-wieczny okręt piracki. Od jesieni roku 1717 do przełomu maja i czerwca roku 1718 był jednostką flagową pirata Czarnobrodego.

## Historia

Bandera Czarnobrodego

Okręt powstał w Wielkiej Brytanii w 1710 i już rok później został zdobyty przez Francuzów. Znany pod nazwą „La Concorde”, służył pod francuską banderą jako statek niewolniczy.
Został następnie zdobyty przez pirata Hornigolda, przekazany Edwardowi Teachowi (w innej wersji statek został zdobyty przez Czarnobrodego na Francuzach) i przemianowany na „Zemstę Królowej Anny”.
Przez następne miesiące okręt brał udział w rabowaniu kilku statków, a w maju 1718 jednostka uczestniczyła w udanej blokadzie portu Charleston w Karolinie Południowej. Po tym sukcesie kapitan na „Queen Anne’s Revenge” popłynął na północ i pozostawił okręt na mieliźnie w pobliżu Beaufort Inlet (Karolina Północna), dobrze ukrywając skarby (nawet załoga nie wiedziała gdzie).
Okręt był w tym czasie jedną z największych jednostek pływających i największym okrętem pirackim w historii.
W 1996 roku w pobliżu Beaufort w Karolinie Północnej odkryto wrak okrętu pirackiego (przemawia za tym odnalezienie 25 dział), który zdaniem Marka Wilde-Ramsinga – kierownika prowadzonych badań – może być pozostałością po słynnej „Queen Anne's Revenge”.